# Caenurgia convalescens
Caenurgia convalescens là một loài bướm đêm trong họ Erebidae.